# Rokole
Rokole patří mezi poutní místa královéhradecké diecéze. Nachází se v podhůří Orlických hor.

## Poloha
Poutní místo Rokole se nachází o samotě blízko levého břehu říčky Olešenky v Podorlické pahorkatině 9 km jihovýchodně od Náchoda, 6 km východně od Nového Města nad Metují a 8 km severovýchodně od Dobrušky.

## Historie a popis poutního místa
O příčině vzniku nejstarší kaple v Rokoli se vypráví zajímavý příběh otce a slepého syna:
„Jednoho dne kráčel jakýsi lesník z nedalekého Nového Hrádku kolem studánky v lese nad říčkou Olešenkou poblíž zříceniny hradu Frymburka. Náhle uviděl spadnout slepého ptáka do pramene, který po chvíli již zdravý odlétl do oblak. Překvapený lesník to považoval za Boží znamení, přinesl vodu ze studánky s sebou domů a omyl jí oči svého slepého zbožného syna. I jeho voda uzdravila. Vděčný muž postavil u zázračného pramene kapličku, do níž zavěsil obraz Panny Marie.“
Tolik o původu kaple dochovala zbožná legenda. Překvapivých vyléčení však bylo více, o několik dalších případech se píše v pamětní knize fary ve Slavoňově. Voda vracející zrak je však v kraji pověstná nejen v Rokoli, ale i v nedalekém Rezku.

### Kostel Panny Marie Rokolské

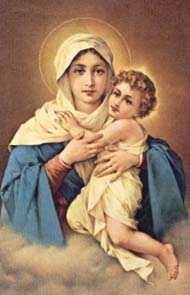
Milostný obraz Panny Marie

Dřevěná kaple ale postupně zchátrala a až roku 1859 byla nahrazena zděným kostelíkem. Nad jeho oltářem je zavěšen milostný obraz Panny Marie – Královny s Ježíškem na klíně. Nápis na oltáři: „Nic bez tebe – nic bez nás“ vyjadřuje tzv. úmluvu lásky, kterou zde s Pannou Marií roku 1939 uzavřela první skupina českých kněží po vzoru Mariánské družiny P. Josefa Kentenicha v Schönstattě. (Rokolský kostelík se tím stal kolébkou, domovem a duchovním centrem schönstattského hnutí v českých zemích; zvláště od roku 1953, kdy tu byl umístěn trezorový svatostánek, se zde konají mariánské eucharistické adorace.)
K poutnímu místu patří ještě poblíž stojící dřevěná „Loreta“ s obrazy sedmi bolestí Panny Marie.

### Křížová cesta

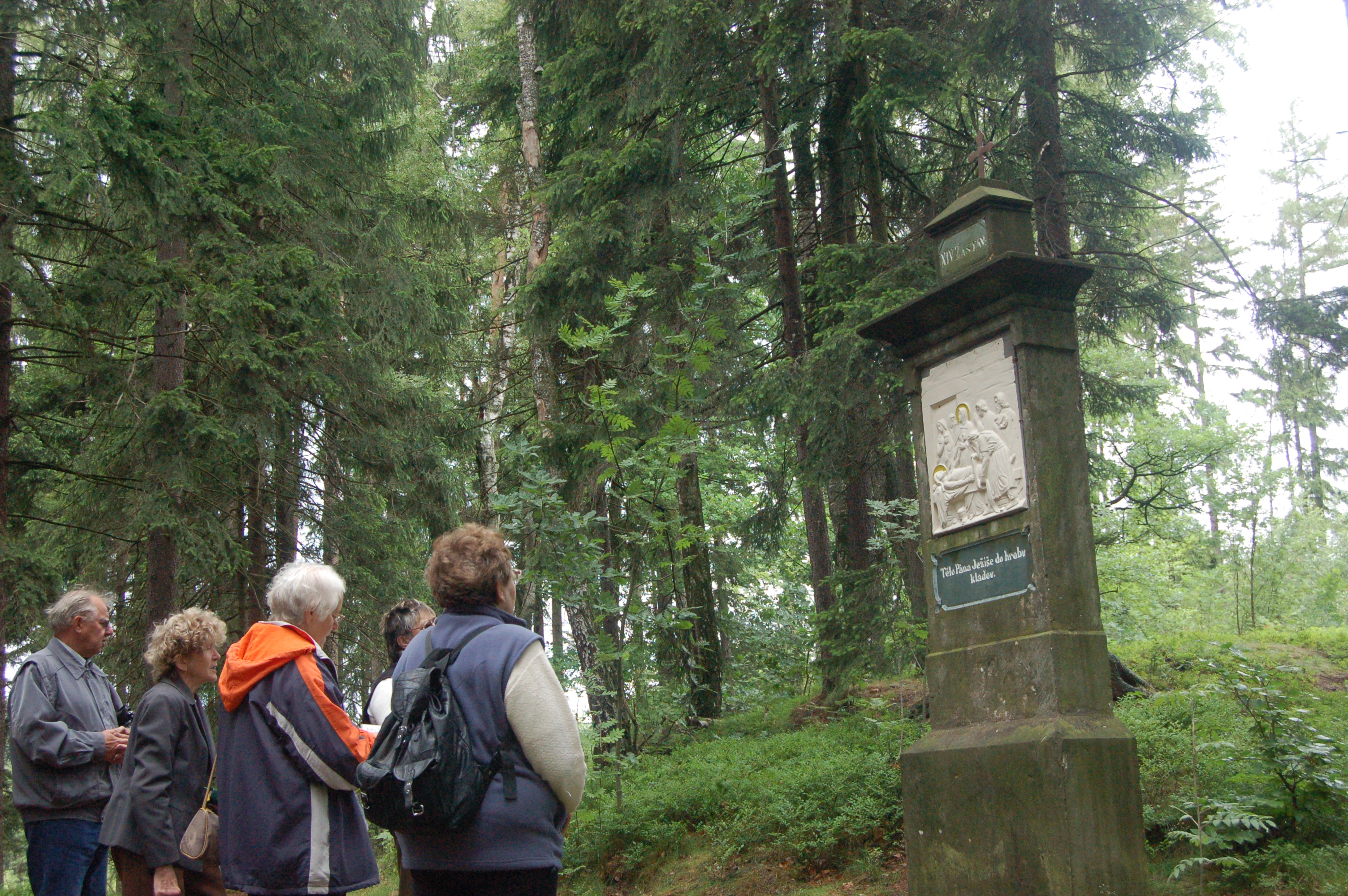
Křížová cesta v Rokoli

Roku 1874 byla naproti kaple (nyní přes asfaltovou komunikaci v zalesněném prostoru) vztyčena jednotlivá zastavení křížové cesty v podobě litinových reliéfů na nevysokých kamenných sloupcích. Počet přicházejících poutníků rostl, a proto nechal roku 1930 podnikatel František Přibyl na svahu nad silnicí postavit pseudogotický kostelík Panny Marie (se sochou Panny Marie s Ježíškem), který byl vysvěcen roku 1945 a roku 1969 byl upraven podle směrnic druhého vatikánského koncilu. K opravě svatyně došlo v roce 1988 a k přístavbě sakristie nákladem P. Petra Štěpánka roku 1993.

### Kaple Panny Marie

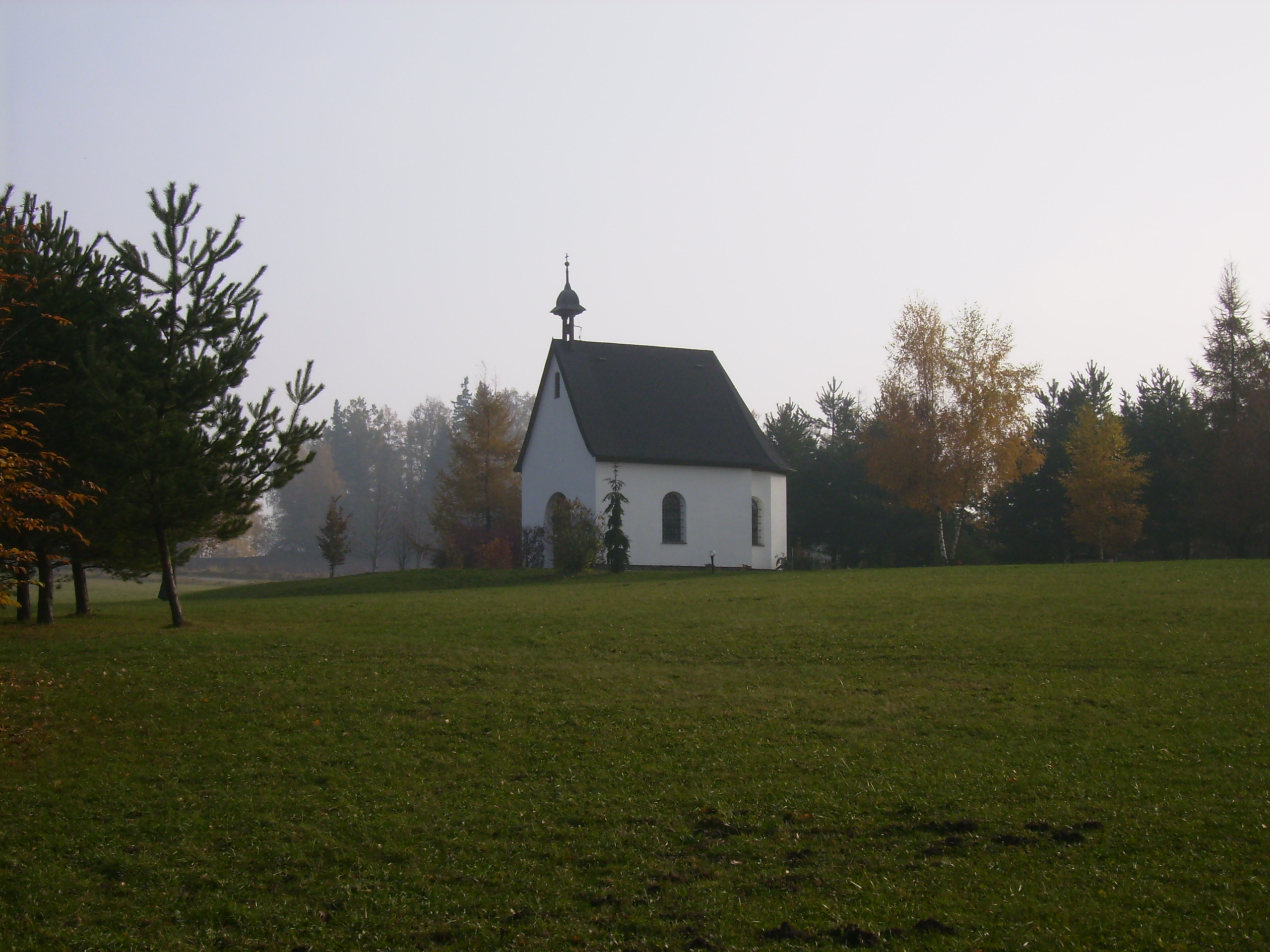
Schoenstattská kaplička

V horní části areálu byla postavena a 19. července 1997 posvěcena první originální svatyňka v Čechách – kopie původní kapličky v Schönstattě. Je to 143. schönstattská kaplička na světě a nese ideál – poslání Betléma. Tři roky na to byl dobudován v její blízkosti provinční dům, kde v současné době žije asi 22 sester, většinou už starších a nemocných.
Oba areály jsou spojeny cestou manželů, stezkou s 15 zastaveními se zamyšleními vztahujícími se k jednotlivým událostem od svatby, přes narození dětí a jejich výchovu, soužití s rodiči až po stárnutí.

## Hlavní pobožnosti
Hlavní pouť v neděli po 8. září (narození Panny Marie), mše sv. se slouží vždy každou neděli od 15 hodin, od listopadu do konce února 1. neděli v měsíci a v lednu vždy jen 1. 1. (na Nový rok) od 15 hodin.

## Dostupnost
Z Nového Hrádku se lze dostat pěšky po zelené turistické značce.
Autobusovým spojením z Náchoda, Nového Města nad Metují nebo Dobrušky.
Železniční spojení do Rokole neexistuje. Musí se na trati 026 (Týniště n.O. - Meziměstí) vystoupit v Novém Městě nad Metují a dále pokračovat autobusem směr Nový Hrádek a Náchod, případně v Opočně přestoupit na autobus do Dobrušky a dále (zase autobusem) ve směru Olešnice v Orlických horách nebo Nový Hrádek. Další možnost je dojet do Náchoda od Starkoče (trať 032 (Hradec Králové) - Jaroměř - Trutnov) a zde přestoupit na autobus směr Nový Hrádek a Nové Město nad Metují.
Autem se lze dostat směrem od Nového Města nad Metují po silnici II/285 (obdobně od Dobrušky).